# Allium eurotophilum
Allium eurotophilum là một loài thực vật có hoa trong họ Amaryllidaceae. Loài này được Wiggins mô tả khoa học đầu tiên năm 1933.